# Lodar
Lodar (arapski: القانوندر) ili Al-Ghudr, Laudar, Lawdar je drevni grad na jugu Jemena, u unutrašnjosti muhafaze Abjan, s karakterističnim kućama od nepečene opeke obojenijih vapnom. 
Lodar je danas mali jemenski planinski grad, u kojem su najveće atrakcije; tržnica i lutajuće koze.

## Zemljopisne osobine
Lowdar je udaljen oko 150 km od Adena, te oko 245 km od Sane. Grad leži na planinskom platou od 950 m. Na sjeveru od grada nalazi se impresivni kanjon Wadi Ruquba - potpuno urezan u stijene strme planine, on ima visinsku razliku od 1000 m. 
Na Lodar i okolicu padne prosječno samo oko 200 do 400 mm kiše godišnje, i to zimi, ljeta su vruća i suha.

## Povijest
Lodar je bio sjedište malog Sultanata Audali, od kraja 19. stoljeća do 1967., koji je bio dio britanskog Protektorata Aden. Svu vlast u gradu imala je sultanova obitelj Awdhali.
Najpoznatija znamenitost u gradu je bivša sultanova palača Bir-Ali et Rada na brežuljku koji dominira gradom.

## Gospodarstvo
Grad leži na platou od 950 m (regija Lodar-Mudia), koji je poznat po uzgoju citrusa (naranči) tu raste oko 22 000 stabala naranči na oko 100 ha.
Pored grada nalazi se Zračna luka Lodar (LDR).

## Vanjske poveznice
- Slike iz Lodara